# Antirreligião
Antirreligião é a oposição a qualquer religião. Esse posicionamento é diferente de ateísmo ou antiteísmo, embora antirreligiosos possam também ser ateístas. O termo antirreligião se refere em específico à aversão à religião como uma instituição ou a qualquer forma de crença no sobrenatural.

## História

### URSS
A União Soviética fazia campanhas antirreligiosas dirigidas a todas as crenças, principalmente ao cristianismo, budismo e xamanismo. O governo destruiu igrejas ou colocou-as para uso secular, como clubes ou locais de armazenagem, executou o clero e proibiu a publicação de materiais com fundamento religioso. Isso deve-se ao fato da nova nação que surgia ter bases marxistas e socialistas, tendo ideias que iam de encontro com os dogmas religiosos. Consideravam que as religiões só serviam para alienar e controlar seus fieis para o lado que desejassem.

### Albânia
O Estado ateu da República Popular Socialista da Albânia comunista tinha um objetivo para a eventual destruição de todas as religiões na Albânia, incluindo uma proibição constitucional sobre a atividade religiosa e sua propaganda. O governo nacionalizou a maioria das propriedades de instituições religiosas, e a literatura religiosa foi proibida. Todos os estrangeiros católicos do clero foram expulsos em 1946.

### Camboja sob o Khmer Vermelho
A constituição cambojana proibiu todas as religiões consideradas "reacionárias" pelo regime. Isso foi usado para realizar uma intensa campanha contra os cultos religiosos estabelecidos no país.
Na época da invasão vietnamita em 1979, quase todos os monges e intelectuais religiosos haviam sido assassinados ou levados ao exílio, e quase todos os templos, templos budistas e bibliotecas foram destruídos.

## Antirreligiosos notáveis
- Bertrand Russell (1872-1970) — filósofo britânico ganhador do Nobel de Literatura. Era um ateu convicto, dizia que analisara todas as evidências que podiam confirmar a existência de deus, mas que não considerara nenhuma delas válida.[7]
- Friedrich Nietzsche  (1844-1900) — O Anticristo é a obra em que sua antirreligiosidade fica mais evidente. Ele acreditava que o cristianismo e, em específico, a moral cristã, era produto de uma transvaloração dos valores entre as classes mais baixas que iam de encontro com o Império Romano. Sua frase mais conhecida acerca das religiões é Deus Está Morto.
- John Lennon (1940-1980) — cantor e ativista britânico. A canção em que sua antirreligiosidade fica mais explícita é "Imagine", em específico na frase "e nenhuma religião também". Depois do sucesso feito pela música, Lennon explicou-se dizendo que ele não era "anti-Deus, anti-Cristo, antirreligião", mas que não acreditava que deus era "um velho sentado no céu".[8]
- Vladimir Lenin
- Nikita Khrushchev
- David Hume
- Marquês de Sade
- Marilyn Manson
- William Blake
- Richard Dawkins
- John Dewey
- Sam Harris
- Stephen Hawking
- Elton John
- Josef Stálin